# A.C. Milan w sezonie 1965/1966

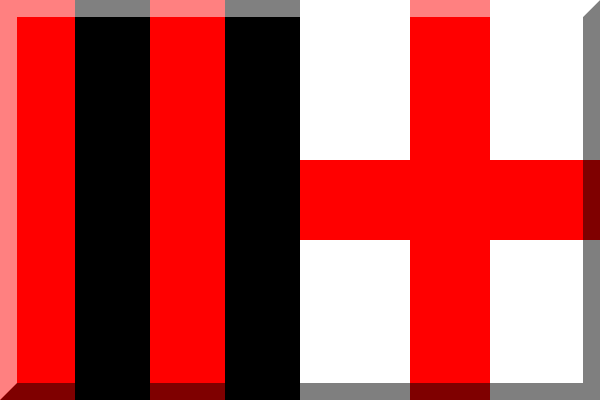
Klubowe barwy Milanu

Osiągnięcia i skład piłkarskiego zespołu A.C. Milan w sezonie 1965/66.

## Osiągnięcia
- Serie A: 7. miejsce
- Puchar Włoch: odpadnięcie w 1/4 finału
- Puchar Miast Targowych: odpadnięcie w 1/8 finału

## Podstawowe dane
- Oficjalna nazwa klubu: Associazione Calcio Milan
- Siedziba klubu: Via Gabrio C. Serbelloni 5
- Boisko: San Siro
- Prezes klubu:  Felice Riva;  Federico Sordillo;  Luigi Carraro
- Trener zespołu:  Nils Liedholm;  Giovanni Cattozzo III
- Kapitan drużyny:  Cesare Maldini

## Skład zespołu
Bramkarze:
| Włochy | Luigi Balzarini   |
| Włochy | Mario Barluzzi    |
| Włochy | Claudio Mantovani |

Obrońcy:
| Włochy | Luigi Maldera           |
| Włochy | Cesare Maldini          |
| Włochy | Gilberto Noletti        |
| Włochy | Nello Santin            |
| Niemcy | Karl-Heinz Schnellinger |
| Włochy | Giovanni Trapattoni     |
| Włochy | Mario Trebbi            |

Pomocnicy:
| Włochy | Giovanni Lodetti   |
| Włochy | Sergio Maddè       |
| Włochy | Ambrogio Pelagalli |
| Włochy | Gianni Rivera      |
| Włochy | Nevio Scala        |

Napastnicy:
| Argentyna · Włochy | Antonio Valentin Angelillo |
| Brazylia           | Amarildo                   |
| Włochy             | Urano Benigni              |
| Włochy             | Paolo Ferrario             |
| Włochy             | Giuliano Fortunato         |
| Włochy             | Bruno Mora                 |
| Włochy             | Nello Santutti             |
| Brazylia · Włochy  | Angelo Benedicto Sormani   |